# Hemionitis × smithii
Hemionitis × smithii là một loài dương xỉ trong họ Pteridaceae. Loài này được Trevis. C. Chr. mô tả khoa học đầu tiên năm 1905.